# Saison 2021 de la WTA
Cet article traite de la saison 2021 de tennis féminin. Pour la saison masculine, voir Saison 2021 de l'ATP.
Pour un article plus général, voir 2021 en tennis.
Vainqueurs des tournois majeurs
Cette page rassemble les résultats de la saison 2021 de tennis féminin ou WTA Tour 2021 qui est constituée de 72 tournois (jusqu'au 26 décembre 2021) répartis de la façon suivante :
- 67 sont organisés par la WTA :
  - les tournois WTA 1000 : au nombre 7 ;
  - les tournois WTA 500, au nombre de 15 ;
  - les tournois WTA 250, au nombre de 29 ;
  - les tournois WTA 125, au nombre de 15 ;
  - le Masters ou WTA Tour Finals qui réunit les huit meilleures joueuses au classement WTA en fin de saison ;
- les 4 tournois du Grand Chelem
- l'épreuve de tennis des Jeux olympiques de Tokyo.

À ces compétitions individuelles s'ajoute une compétition par équipes nationales organisée par l'ITF : la Coupe Billie Jean King, nouveau nom de la Fed Cup.
Bianca Andreescu, Victoria Azarenka, Ashleigh Barty, Kim Clijsters, Simona Halep, Sofia Kenin, Angelique Kerber, Svetlana Kuznetsova, Petra Kvitová, Garbiñe Muguruza, Naomi Osaka, Jeļena Ostapenko, , Sloane Stephens, Samantha Stosur, Iga Świątek, Serena Williams et Venus Williams sont les joueuses en activité qui ont remporté un tournoi du Grand Chelem.

## Nouveautés 2021
- Le 7 décembre 2020, la WTA annonce le changement de nom des catégories de tournois mises en place depuis 2009 : WTA 1000, WTA 500 et WTA 250 pour application dès la saison 2021[1].

## Faits marquants
- Le début de saison est marqué par l'épidémie de coronavirus. De fait, les tournois habituels de début de saisons ne sont pas organisés et remplacés par d'autres tournois en Australie et aux Émirats arabes unis[2]. De plus, seulement quelques tournois sont annoncés.

## Classements

### Évolution du top 10
| Rang | Évolution         | Nom   | Points |
| ---- | ----------------- | ----- | ------ |
| 1    | Ashleigh Barty    | 8 717 |        |
| 2    | Simona Halep      | 7 255 |        |
| 3    | Naomi Osaka       | 5 780 |        |
| 4    | Sofia Kenin       | 5 760 |        |
| 5    | Elina Svitolina   | 5 260 |        |
| 6    | Karolína Plíšková | 5 205 |        |
| 7    | Bianca Andreescu  | 4 555 |        |
| 8    | Petra Kvitová     | 4 516 |        |
| 9    | Kiki Bertens      | 4 505 |        |
| 10   | Aryna Sabalenka   | 3 935 |        |

| Rang | Évolution           | Nom   | Points |
| ---- | ------------------- | ----- | ------ |
| 1    | Hsieh Su-wei        | 9 010 |        |
| 2    | Barbora Strýcová    | 8 944 |        |
| 3    | Kristina Mladenovic | 8 115 |        |
| 4    | Tímea Babos         | 7 955 |        |
| 5    | Aryna Sabalenka     | 7 575 |        |
| 6    | Elise Mertens       | 7 490 |        |
| 7    | Barbora Krejčíková  | 5 955 |        |
| 8    | Kateřina Siniaková  | 5 865 |        |
| 9    | Xu Yifan            | 5 820 |        |
| 10   | Gabriela Dabrowski  | 5 675 |        |

| Rang | Évolution       | Nom                | Points |
| ---- | --------------- | ------------------ | ------ |
| 1    | en stagnation   | Ashleigh Barty     | 7 582  |
| 2    | en augmentation | Aryna Sabalenka    | 6 380  |
| 3    | en augmentation | Garbiñe Muguruza   | 5 685  |
| 4    | en augmentation | Karolína Plíšková  | 5 135  |
| 5    | en augmentation | Barbora Krejčíková | 5 008  |
| 6    | en augmentation | María Sákkari      | 4 385  |
| 7    | en augmentation | Anett Kontaveit    | 4 351  |
| 8    | en augmentation | Paula Badosa       | 3 849  |
| 9    | en augmentation | Iga Świątek        | 3 786  |
| 10   | en augmentation | Ons Jabeur         | 3 455  |

| Rang | Évolution       | Nom                | Points |
| ---- | --------------- | ------------------ | ------ |
| 1    | en augmentation | Kateřina Siniaková | 8 365  |
| 2    | en augmentation | Barbora Krejčíková | 8 200  |
| 3    | en diminution   | Hsieh Su-wei       | 7 985  |
| 4    | en augmentation | Elise Mertens      | 7 495  |
| 5    | en augmentation | Shuko Aoyama       | 5 735  |
| 5    | en augmentation | Ena Shibahara      | 5 735  |
| 7    | en augmentation | Gabriela Dabrowski | 5 355  |
| 8    | en augmentation | Zhang Shuai        | 4 990  |
| 9    | en augmentation | Darija Jurak       | 4 855  |
| 10   | en augmentation | Luisa Stefani      | 4 525  |

### Résultat des gains en tournoi
| #  | Joueuse            | Pays        | Simple      | Double    | Mixte    | Total       |
| -- | ------------------ | ----------- | ----------- | --------- | -------- | ----------- |
| 1  | Ashleigh Barty     | Australie   | 3 914 987 $ | 30 195 $  | —        | 3 945 182 $ |
| 2  | Barbora Krejčíková | Tchéquie    | 2 969 248 $ | 616 781 $ | 60 854 $ | 3 646 883 $ |
| 3  | Aryna Sabalenka    | Biélorussie | 2 664 681 $ | 235 522 $ | —        | 2 909 281 $ |
| 4  | Karolína Plíšková  | Tchéquie    | 2 829 000 $ | 39 865 $  | —        | 2 868 865 $ |
| 5  | Garbine Muguruza   | Espagne     | 2 827 274 $ | 3 905 $   | —        | 2 846 871 $ |
| 6  | Emma Raducanu      | Royaume-Uni | 2 807 446 $ | —         | —        | 2 807 446 $ |
| 7  | Paula Badosa       | Espagne     | 2 602 330 $ | 52 132 $  | —        | 2 655 962 $ |
| 8  | Naomi Osaka        | Japon       | 2 306 222 $ | —         | —        | 2 306 222 $ |
| 9  | Elise Mertens      | Belgique    | 1 162 626 $ | 933 007 $ | —        | 2 098 133 $ |
| 10 | María Sákkari      | Grèce       | 2 021 970 $ | 8 020 $   | —        | 2 029 990 $ |

Source : Classement des gains en tournoi en 2021 sur le site tennis365.com

## Palmarès
| Grand Chelem     |
| Jeux olympiques  |
| WTA Finals       |
| WTA Elite Trophy |
| Tournoi WTA 1000 |
| Tournoi WTA 500  |
| Tournoi WTA 250  |
| Tournoi WTA 125  |

### Simple
| No | Date       | Nom et lieu du tournoi                           | Catégorie     | Dotation         | Surface      | Vainqueure                | Finaliste                | Score           | [ 5 ]   |
| -- | ---------- | ------------------------------------------------ | ------------- | ---------------- | ------------ | ------------------------- | ------------------------ | --------------- | ------- |
| 1  | 05/01/2021 | Abu Dhabi WTA Women's Tennis Open, Abou Dabi     | WTA 500       | 565 530 $        | Dur (ext.)   | Aryna Sabalenka           | Veronika Kudermetova     | 6-2, 6-2        | Tableau |
| 2  | 01/02/2021 | Gippsland Trophy, Melbourne                      | WTA 500       | 565 530 $        | Dur (ext.)   | Elise Mertens             | Kaia Kanepi              | 6-4, 6-1        | Tableau |
| 3  | 01/02/2021 | Yarra Valley Classic, Melbourne                  | WTA 500       | 565 530 $        | Dur (ext.)   | Ashleigh Barty            | Garbiñe Muguruza         | 7-63, 6-4       | Tableau |
| 4  | 03/02/2021 | Grampians Trophy, Melbourne                      | WTA 500       | 565 530 $        | Dur (ext.)   | NC                        | Anett Kontaveit Ann Li   | Finale annulée  | Tableau |
| 5  | 08/02/2021 | Australian Open, Melbourne                       | G. Chelem     | 31 796 000 AU$ $ | Dur (ext.)   | Naomi Osaka               | Jennifer Brady           | 6-4, 6-3        | Tableau |
| 6  | 15/02/2021 | Phillip Island Trophy, Melbourne                 | WTA 250       | 235 238 $        | Dur (ext.)   | Daria Kasatkina           | Marie Bouzková           | 4-6, 6-2, 6-2   | Tableau |
| 7  | 22/02/2021 | Adelaide International, Adélaïde                 | WTA 500       | 535 530 $        | Dur (ext.)   | Iga Świątek               | Belinda Bencic           | 6-2, 6-2        | Tableau |
| 8  | 01/03/2021 | Qatar Total Open 2021, Doha                      | WTA 500       | 565 530 $        | Dur (ext.)   | Petra Kvitová             | Garbiñe Muguruza         | 6-2, 6-1        | Tableau |
| 9  | 01/03/2021 | Open 6e sens Métropole de Lyon, Lyon             | WTA 250       | 235 238 $        | Dur (int.)   | Clara Tauson              | Viktorija Golubic        | 6-4, 6-1        | Tableau |
| 10 | 08/03/2021 | Dubaï Duty Free Tennis Championships, Dubaï      | WTA 1000      | 1 835 490 $      | Dur (ext.)   | Garbiñe Muguruza          | Barbora Krejčíková       | 7-66, 6-3       | Tableau |
| 11 | 08/03/2021 | Abierto Zapopan 2021, Zapopan                    | WTA 250       | 235 238 $        | Dur (ext.)   | Sara Sorribes Tormo       | Eugenie Bouchard         | 6-2, 7-5        | Tableau |
| 12 | 15/03/2021 | Abierto GNP Seguros, Monterrey                   | WTA 250       | 235 238 $        | Dur (ext.)   | Leylah Fernandez          | Viktorija Golubic        | 6-1, 6-4        | Tableau |
| 13 | 15/03/2021 | St Petersburg Ladies Trophy, Saint-Pétersbourg   | WTA 500       | 565 530 $        | Dur (int.)   | Daria Kasatkina           | Margarita Gasparyan      | 6-3, 2-1 ab.    | Tableau |
| 14 | 22/03/2021 | Miami Open presented bu Itaú, Miami              | WTA 1000      | 3 260 190 $      | Dur (ext.)   | Ashleigh Barty            | Bianca Andreescu         | 6-3, 4-0 ab.    | Tableau |
| 15 | 05/04/2021 | Volvo Car Open, Charleston                       | WTA 500       | 565 530 $        | Terre (ext.) | Veronika Kudermetova      | Danka Kovinić            | 6-4, 6-2        | Tableau |
| 16 | 05/04/2021 | Copa Colsanitas, Bogota                          | WTA 250       | 235 238 $        | Terre (ext.) | Camila Osorio             | Tamara Zidanšek          | 5-7, 6-3, 6-4   | Tableau |
| 17 | 12/04/2021 | MUSC Health Women's Open, Charleston             | WTA 250       | 235 238 $        | Terre (ext.) | Astra Sharma              | Ons Jabeur               | 2-6, 7-5, 6-1   | Tableau |
| 18 | 19/04/2021 | Porsche Tennis Grand Prix, Stuttgart             | WTA 500       | 565 530 $        | Terre (int.) | Ashleigh Barty            | Aryna Sabalenka          | 3-6, 6-0, 6-3   | Tableau |
| 19 | 19/04/2021 | TEB BNP Paribas Championship, Istanbul           | WTA 250       | 235 238 $        | Terre (ext.) | Sorana Cîrstea            | Elise Mertens            | 6-1, 7-63       | Tableau |
| 20 | 29/04/2021 | Mutua Madrid Open, Madrid                        | WTA 1000      | 2 549 105 €      | Terre (ext.) | Aryna Sabalenka           | Ashleigh Barty           | 6-0, 3-6, 6-4   | Tableau |
| 21 | 03/05/2021 | Open 35 de Saint-Malo, Saint-Malo                | WTA 125       | 115 000 $        | Terre (ext.) | Viktorija Golubic         | Jasmine Paolini          | 6-1, 6-3        | Tableau |
| 22 | 10/05/2021 | Internazionali BNL d'Italia, Rome                | WTA 1000      | 1 577 613 €      | Terre (ext.) | Iga Świątek               | Karolína Plíšková        | 6-0, 6-0        | Tableau |
| 23 | 16/05/2021 | Emilia Romagna Open, Parme                       | WTA 250       | 235 238 $        | Terre (ext.) | Cori Gauff                | Wang Qiang               | 6-1, 6-3        | Tableau |
| 24 | 16/05/2021 | Serbia Open, Belgrade                            | WTA 250       | 235 238 $        | Terre (ext.) | Paula Badosa Gibert       | Ana Konjuh               | 6-2, 2-0 ab.    | Tableau |
| 25 | 23/05/2021 | Internationaux de Strasbourg, Strasbourg         | WTA 250       | 235 238 $        | Terre (ext.) | Barbora Krejčíková        | Sorana Cîrstea           | 6-3, 6-3        | Tableau |
| 26 | 30/05/2021 | Roland-Garros, Paris                             | G. Chelem     | 34 367 215 $     | Terre (ext.) | Barbora Krejčíková        | Anastasia Pavlyuchenkova | 6-1, 2-6, 6-4   | Tableau |
| 27 | 07/06/2021 | Viking Open Nottingham, Nottingham               | WTA 250       | 235 238 $        | Gazon (ext.) | Johanna Konta             | Zhang Shuai              | 6-2, 6-1        | Tableau |
| 28 | 07/06/2021 | Croatia Bol Open, Bol                            | WTA 125       | 115 000 $        | Terre (ext.) | Jasmine Paolini           | Arantxa Rus              | 6-2, 7-64       | Tableau |
| 29 | 14/06/2021 | Bett1 Open, Berlin                               | WTA 500       | 565 530 $        | Gazon (ext.) | Liudmila Samsonova        | Belinda Bencic           | 1-6, 6-1, 6-3   | Tableau |
| 30 | 14/06/2021 | Viking Classic Birmingham, Birmingham            | WTA 250       | 235 238 $        | Gazon (ext.) | Ons Jabeur                | Daria Kasatkina          | 7-5, 6-4        | Tableau |
| 31 | 21/06/2021 | Viking International Eastbourne, Eastbourne      | WTA 500       | 565 530 $        | Gazon (ext.) | Jeļena Ostapenko          | Anett Kontaveit          | 6-3, 6-3        | Tableau |
| 32 | 21/06/2021 | Bad Homburg Open by Engel & Völkers, Bad Homburg | WTA 250       | 235 238 $        | Gazon (ext.) | Angelique Kerber          | Kateřina Siniaková       | 6-3, 6-2        | Tableau |
| 33 | 28/06/2021 | The Championships, Wimbledon                     | G. Chelem     | 35 016 000 £ $   | Gazon (ext.) | Ashleigh Barty            | Karolína Plíšková        | 6-3, 6-74, 6-3  | Tableau |
| 34 | 05/07/2021 | Nordea Open, Båstad                              | WTA 125       | 115 000 $        | Terre (ext.) | Nuria Párrizas Díaz       | Olga Govortsova          | 6-2, 6-2        | Tableau |
| 35 | 06/07/2021 | Hamburg European Open, Hambourg                  | WTA 250       | 235 238 $        | Terre (ext.) | Elena-Gabriela Ruse       | Andrea Petkovic          | 7-6, 6-4        | Tableau |
| 36 | 12/07/2021 | Livesport Prague Open, Prague                    | WTA 250       | 235 238 $        | Dur (ext.)   | Barbora Krejčíková        | Tereza Martincová        | 6-2, 6-0        | Tableau |
| 37 | 12/07/2021 | Ladies Open Lausanne, Lausanne                   | WTA 250       | 235 238 $        | Terre (ext.) | Tamara Zidanšek           | Clara Burel              | 4-6, 7-65, 6-1  | Tableau |
| 38 | 12/07/2021 | Hungarian Grand Prix, Budapest                   | WTA 250       | 235 238 $        | Terre (ext.) | Yulia Putintseva          | Anhelina Kalinina        | 6-4, 6-0        | Tableau |
| 39 | 19/07/2021 | 32° Palermo Ladies Open, Palerme                 | WTA 250       | 235 238 $        | Terre (ext.) | Danielle Collins          | Elena-Gabriela Ruse      | 6-4, 6-2        | Tableau |
| 40 | 19/07/2021 | BNP Paribas Poland Open, Gdynia                  | WTA 250       | 235 238 $        | Terre (ext.) | Maryna Zanevska           | Kristína Kučová          | 6-4, 7-64       | Tableau |
| 41 | 24/07/2021 | Summer Olympic Tennis Event, Tokyo               | J. olympiques | NC               | Dur (ext.)   | Belinda Bencic            | Markéta Vondroušová      | 7-5, 2-6, 6-3   | Tableau |
| 42 | 26/07/2021 | Belgrade Open, Belgrade                          | WTA 125       | 115 000 $        | Terre (ext.) | Anna Karolína Schmiedlová | Arantxa Rus              | 6-3, 6-3        | Tableau |
| 43 | 26/07/2021 | LTP Women's Open, Charleston                     | WTA 125       | 115 000 $        | Terre (ext.) | Varvara Lepchenko         | Jamie Loeb               | 7-64, 4-6, 6-4  | Tableau |
| 44 | 02/08/2021 | Mubadala Silicon Valley Classic, San José        | WTA 500       | 565 530 $        | Dur (ext.)   | Danielle Collins          | Daria Kasatkina          | 6-3, 610-7, 6-1 | Tableau |
| 45 | 02/08/2021 | Winners Open, Cluj-Napoca                        | WTA 250       | 235 238 $        | Terre (ext.) | Andrea Petkovic           | Mayar Sherif             | 6-1, 6-1        | Tableau |
| 46 | 02/08/2021 | Thoreau Tennis Open, Concord                     | WTA 125       | 115 000 $        | Dur (ext.)   | Magdalena Fręch           | Renata Zarazúa           | 6-3, 7-64       | Tableau |
| 47 | 09/08/2021 | National Bank Open, Montréal                     | WTA 1000      | 1 835 490 $      | Dur (ext.)   | Camila Giorgi             | Karolína Plíšková        | 6-3, 7-5        | Tableau |
| 48 | 16/08/2021 | Western & Southern Open, Cincinnati              | WTA 1000      | 2 114 989 $      | Dur (ext.)   | Ashleigh Barty            | Jil Teichmann            | 6-3, 6-1        | Tableau |
| 49 | 16/08/2021 | WTA Chicago 125, Chicago                         | WTA 125       | 115 000 $        | Dur (ext.)   | Clara Tauson              | Emma Raducanu            | 6-1, 2-6, 6-4   | Tableau |
| 50 | 22/08/2021 | Tennis in the Land Open, Cleveland               | WTA 250       | 235 238 $        | Dur (ext.)   | Anett Kontaveit           | Irina-Camelia Begu       | 7-65, 6-4       | Tableau |
| 51 | 22/08/2021 | Chicago Women's Open, Chicago                    | WTA 250       | 235 238 $        | Dur (ext.)   | Elina Svitolina           | Alizé Cornet             | 7-5, 6-4        | Tableau |
| 52 | 30/08/2021 | US Open, Flushing Meadows                        | G. Chelem     | 57 500 000 $ $   | Dur (ext.)   | Emma Raducanu             | Leylah Fernandez         | 6-4, 6-3        | Tableau |
| 53 | 07/09/2021 | Karlsruhe Open, Karlsruhe                        | WTA 125       | 115 000 $        | Terre (ext.) | Mayar Sherif              | Martina Trevisan         | 6-3, 6-2        | Tableau |
| 54 | 13/09/2021 | Luxembourg Open, Luxembourg                      | WTA 250       | 235 238 $        | Dur (int.)   | Clara Tauson              | Jeļena Ostapenko         | 6-3, 4-6, 6-4   | Tableau |
| 55 | 13/09/2021 | Slovenia Open, Portorož                          | WTA 250       | 235 238 $        | Dur (ext.)   | Jasmine Paolini           | Alison Riske             | 7-64, 6-2       | Tableau |
| 56 | 20/09/2021 | Columbus Open, Columbus                          | WTA 125       | 115 000 $        | Dur (int.)   | Nuria Párrizas Díaz       | Wang Xinyu               | 7-62, 6-3       | Tableau |
| 57 | 20/09/2021 | Ostrava Open, Ostrava                            | WTA 500       | 565 530 $        | Dur (int.)   | Anett Kontaveit           | María Sákkari            | 6-2, 7-5        | Tableau |
| 58 | 27/09/2021 | Chicago Fall Open Classic, Chicago               | WTA 500       | 565 530 $        | Dur (ext.)   | Garbiñe Muguruza          | Ons Jabeur               | 3-6, 6-3, 6-0   | Tableau |
| 59 | 27/09/2021 | Astana Open, Noursoultan                         | WTA 250       | 235 238 $        | Dur (int.)   | Alison Van Uytvanck       | Yulia Putintseva         | 1-6, 6-4, 6-3   | Tableau |
| 60 | 06/10/2021 | BNP Paribas Open, Indian Wells                   | WTA 1000      | 8 761 725 $      | Dur (ext.)   | Paula Badosa              | Victoria Azarenka        | 7-65, 2-6, 7-62 | Tableau |
| 61 | 18/10/2021 | Moscou Open, Moscou                              | WTA 500       | 565 530 $        | Dur (int.)   | Anett Kontaveit           | Ekaterina Alexandrova    | 4-6, 6-4, 7-5   | Tableau |
| 62 | 18/10/2021 | Tenerife Open, Tenerife                          | WTA 250       | 235 238 $        | Dur (ext.)   | Ann Li                    | Camila Osorio            | 6-1, 6-4        | Tableau |
| 63 | 25/10/2021 | Courmayeur Open, Courmayeur                      | WTA 250       | 235 238 $        | Dur (int.)   | Donna Vekić               | Clara Tauson             | 7-63, 6-2       | Tableau |
| 64 | 25/10/2021 | Transylvania Open, Cluj-Napoca                   | WTA 250       | 235 238 $        | Dur (int.)   | Anett Kontaveit           | Simona Halep             | 6-2, 6-3        | Tableau |
| 65 | 01/11/2021 | Argentina Open, Buenos Aires                     | WTA 125       | 115 000 $        | Terre (ext.) | Anna Bondár               | Diane Parry              | 6-3, 6-3        | Tableau |
| 66 | 01/11/2021 | Dow Tennis Classic, Midland                      | WTA 125       | 115 000 $        | Dur (int.)   | Madison Brengle           | Robin Anderson           | 6-2, 6-4        | Tableau |
| 67 | 07/11/2021 | Upper Austria Ladies Linz, Linz                  | WTA 250       | 235 238 $        | Dur (int.)   | Alison Riske              | Jaqueline Cristian       | 2-6, 6-2, 7-5   | Tableau |
| 68 | 10/11/2021 | Akron WTA Finals, Guadalajara                    | Masters       | 5 000 000 $      | Dur (ext.)   | Garbiñe Muguruza          | Anett Kontaveit          | 6-3, 7-5        | Tableau |
| 69 | 15/11/2021 | Montevideo Open, Montevideo                      | WTA 125       | 115 000 $        | Terre (ext.) | Diane Parry               | Panna Udvardy            | 6-3, 6-2        | Tableau |
| 70 | 06/12/2021 | Open Angers Arena Loire, Angers                  | WTA 125       | 115 000 $        | Dur (int.)   | Vitalia Diatchenko        | Zhang Shuai              | 6-0, 6-4        | Tableau |
| 71 | 13/12/2021 | Open BLS de Limoges, Limoges                     | WTA 125       | 115 000 $        | Dur (int.)   | Alison Van Uytvanck       | Ana Bogdan               | 6-2, 7-5        | Tableau |
| 72 | 20/12/2021 | Hana Bank Korea Open, Séoul                      | WTA 125       | 115 000 $        | Dur (int.)   | Zhu Lin                   | Kristina Mladenovic      | 6-0, 6-4        | Tableau |

### Double
| No | Date       | Nom et lieu du tournoi                          | Catégorie     | Dotation       | Surface      | Vainqueures                             | Finalistes                                  | Score             | [ 5 ]   |
| -- | ---------- | ----------------------------------------------- | ------------- | -------------- | ------------ | --------------------------------------- | ------------------------------------------- | ----------------- | ------- |
| 1  | 05/01/2021 | Abu Dhabi WTA Women's Tennis Open Abou Dabi     | WTA 500       | 565 530 $      | Dur (ext.)   | Shuko Aoyama Ena Shibahara              | Hayley Carter Luisa Stefani                 | 7-65, 6-4         | Tableau |
| 2  | 01/02/2021 | Gippsland Trophy Melbourne                      | WTA 500       | 565 530 $      | Dur (ext.)   | Barbora Krejčíková Kateřina Siniaková   | Chan Hao-ching Latisha Chan                 | 6-3, 7-64         | Tableau |
| 3  | 01/02/2021 | Yarra Valley Classic Melbourne                  | WTA 500       | 565 530 $      | Dur (ext.)   | Shuko Aoyama Ena Shibahara              | Anna Kalinskaya Viktória Kužmová            | 6-3, 6-4          | Tableau |
| 5  | 08/02/2021 | Australian Open Melbourne                       | G. Chelem     | NC             | Dur (ext.)   | Elise Mertens Aryna Sabalenka           | Barbora Krejčíková Kateřina Siniaková       | 6-2, 6-3          | Tableau |
| 6  | 15/02/2021 | Phillip Island Trophy Melbourne                 | WTA 250       | 235 238 $      | Dur (ext.)   | Ankita Raina Kamilla Rakhimova          | Anna Blinkova Anastasia Potapova            | 2-6, 6-4, [10-7]  | Tableau |
| 7  | 22/02/2021 | Adelaide International Adélaïde                 | WTA 500       | 535 530 $      | Dur (ext.)   | Alexa Guarachi Desirae Krawczyk         | Hayley Carter Luisa Stefani                 | 64-7, 6-4, [10-3] | Tableau |
| 8  | 01/03/2021 | Qatar Total Open 2021 Doha                      | WTA 500       | 565 530 $      | Dur (ext.)   | Nicole Melichar Demi Schuurs            | Monica Niculescu Jeļena Ostapenko           | 6-2, 2-6, [10-8]  | Tableau |
| 9  | 01/03/2021 | Open 6e sens Métropole de Lyon Lyon             | WTA 250       | 235 238 $      | Dur (int.)   | Viktória Kužmová Arantxa Rus            | Eugenie Bouchard Olga Danilović             | 3-6, 7-5, [10-7]  | Tableau |
| 10 | 08/03/2021 | Dubaï Duty Free Tennis Championships Dubaï      | WTA 1000      | 1 835 490 $    | Dur (ext.)   | Alexa Guarachi Darija Jurak             | Xu Yifan Yang Zhaoxuan                      | 6-0, 6-3          | Tableau |
| 11 | 08/03/2021 | Abierto Zapopan 2021 Zapopan                    | WTA 250       | 235 238 $      | Dur (ext.)   | Ellen Perez Astra Sharma                | Desirae Krawczyk Giuliana Olmos             | 6-4, 6-4          | Tableau |
| 12 | 15/03/2021 | Abierto GNP Seguros Monterrey                   | WTA 250       | 235 238 $      | Dur (ext.)   | Caroline Dolehide Asia Muhammad         | Heather Watson Zheng Saisai                 | 6-2, 6-3          | Tableau |
| 13 | 15/03/2021 | St Petersburg Ladies Trophy Saint-Pétersbourg   | WTA 500       | 565 530 $      | Dur (int.)   | Nadiia Kichenok Raluca Olaru            | Kaitlyn Christian Sabrina Santamaria        | 2-6, 6-3, [10-8]  | Tableau |
| 14 | 22/03/2021 | Miami Open presented bu Itaú Miami              | WTA 1000      | 3 260 190 $    | Dur (ext.)   | Shuko Aoyama Ena Shibahara              | Hayley Carter Luisa Stefani                 | 6-2, 7-5          | Tableau |
| 15 | 05/04/2021 | Volvo Car Open Charleston                       | WTA 500       | 565 530 $      | Terre (ext.) | Nicole Melichar Demi Schuurs            | Marie Bouzková Lucie Hradecká               | 6-2, 6-4          | Tableau |
| 16 | 05/04/2021 | Copa Colsanitas Bogota                          | WTA 250       | 235 238 $      | Terre (ext.) | Elixane Lechemia Ingrid Neel            | Mihaela Buzărnescu Anna-Lena Friedsam       | 6-3, 6-4          | Tableau |
| 17 | 12/04/2021 | MUSC Health Women's Open Charleston             | WTA 250       | 235 238 $      | Terre (ext.) | Hailey Baptiste Catherine McNally       | Ellen Perez Storm Sanders                   | 64-7, 6-4, [10-6] | Tableau |
| 18 | 19/04/2021 | Porsche Tennis Grand Prix Stuttgart             | WTA 500       | 565 530 $      | Terre (int.) | Ashleigh Barty Jennifer Brady           | Desirae Krawczyk Bethanie Mattek-Sands      | 6-4, 5-7, [10-5]  | Tableau |
| 19 | 19/04/2021 | TEB BNP Paribas Championship Istanbul           | WTA 250       | 235 238 $      | Terre (ext.) | Veronika Kudermetova Elise Mertens      | Nao Hibino Makoto Ninomiya                  | 6-1, 6-1          | Tableau |
| 20 | 26/04/2021 | Mutua Madrid Open Madrid                        | WTA 1000      | 2 549 105 $    | Terre (ext.) | Barbora Krejčíková Kateřina Siniaková   | Gabriela Dabrowski Demi Schuurs             | 6-4, 6-3          | Tableau |
| 21 | 03/05/2021 | Open 35 de Saint-Malo Saint-Malo                | WTA 125       | 115 000 $      | Terre (ext.) | Kaitlyn Christian Sabrina Santamaria    | Hayley Carter Luisa Stefani                 | 7-64, 4-6, [10-5] | Tableau |
| 22 | 10/05/2021 | Internazionali BNL d'Italia Rome                | WTA 1000      | 1 577 613 $    | Terre (ext.) | Sharon Fichman Giuliana Olmos           | Kristina Mladenovic Markéta Vondroušová     | 4-6, 7-5, [10-5]  | Tableau |
| 23 | 16/05/2021 | Emilia Romagna Open Parme                       | WTA 250       | 235 238 $      | Terre (ext.) | Cori Gauff Catherine McNally            | Darija Jurak Andreja Klepač                 | 6-3, 6-2          | Tableau |
| 24 | 16/05/2021 | Serbia Ladies Open Belgrade                     | WTA 250       | 235 238 $      | Terre (ext.) | Aleksandra Krunić Nina Stojanović       | Greet Minnen Alison Van Uytvanck            | 6-0, 6-2          | Tableau |
| 25 | 23/05/2021 | Internationaux de Strasbourg Strasbourg         | WTA 250       | 235 238 $      | Terre (ext.) | Alexa Guarachi Desirae Krawczyk         | Makoto Ninomiya Yang Zhaoxuan               | 6-3, 6-2          | Tableau |
| 26 | 30/05/2021 | Roland-Garros Paris                             | G. Chelem     | NC             | Terre (ext.) | Barbora Krejčíková Kateřina Siniaková   | Bethanie Mattek-Sands Iga Świątek           | 6-4, 6-2          | Tableau |
| 27 | 07/06/2021 | Viking Open Nottingham Nottingham               | WTA 250       | 235 238 $      | Gazon (ext.) | Lyudmyla Kichenok Makoto Ninomiya       | Caroline Dolehide Storm Sanders             | 6-4, 63-7, [10-8] | Tableau |
| 28 | 08/06/2021 | Croatia Bol Open Bol                            | WTA 125       | 115 000 $      | Terre (ext.) | Aliona Bolsova Katarzyna Kawa           | Ekaterine Gorgodze Tereza Mihalíková        | 6-1, 4-6, [10-6]  | Tableau |
| 29 | 14/06/2021 | Bett1 Open Berlin                               | WTA 500       | 565 530 $      | Gazon (ext.) | Victoria Azarenka Aryna Sabalenka       | Nicole Melichar Demi Schuurs                | 4-6, 7-5, [10-4]  | Tableau |
| 30 | 14/06/2021 | Viking Classic Birmingham Birmingham            | WTA 250       | 235 238 $      | Gazon (ext.) | Lucie Hradecká Marie Bouzková           | Ons Jabeur Ellen Perez                      | 6-4, 2-6, [10-8]  | Tableau |
| 31 | 21/06/2021 | Viking International Eastbourne Eastbourne      | WTA 500       | 565 530 $      | Gazon (ext.) | Shuko Aoyama Ena Shibahara              | Nicole Melichar Demi Schuurs                | 6-1, 6-4          | Tableau |
| 32 | 21/06/2021 | Bad Homburg Open by Engel & Völkers Bad Homburg | WTA 250       | 235 238 $      | Gazon (ext.) | Darija Jurak Andreja Klepač             | Nadiia Kichenok Raluca Olaru                | 6-3, 6-1          | Tableau |
| 33 | 28/06/2021 | The Championships Wimbledon                     | G. Chelem     | NC             | Gazon (ext.) | Hsieh Su-wei Elise Mertens              | Veronika Kudermetova Elena Vesnina          | 3-6, 7-5, 9-7     | Tableau |
| 34 | 05/07/2021 | Nordea Open Båstad                              | WTA 125       | 115 000 $      | Terre (ext.) | Mirjam Björklund Leonie Küng            | Tereza Mihalíková Kamilla Rakhimova         | 5-7, 6-3, [10-5]  | Tableau |
| 35 | 06/07/2021 | Hamburg European Open Hambourg                  | WTA 250       | 235 238 $      | Terre (ext.) | Jasmine Paolini Jil Teichmann           | Astra Sharma Rosalie van der Hoek           | 6-0, 6-4          | Tableau |
| 36 | 12/07/2021 | Livesport Prague Open Prague                    | WTA 250       | 235 238 $      | Dur (ext.)   | Marie Bouzková Lucie Hradecká           | Viktória Kužmová Nina Stojanović            | 7-63, 6-4         | Tableau |
| 37 | 12/07/2021 | Ladies Open Lausanne Lausanne                   | WTA 250       | 235 238 $      | Terre (ext.) | Susan Bandecchi Simona Waltert          | Ulrikke Eikeri Valentíni Grammatikopoúlou   | 6-3, 63-7, [10-5] | Tableau |
| 38 | 12/07/2021 | Hungarian Grand Prix Budapest                   | WTA 250       | 235 238 $      | Terre (ext.) | Mihaela Buzărnescu Fanny Stollár        | Aliona Bolsova Tamara Korpatsch             | 6-4, 6-4          | Tableau |
| 39 | 19/07/2021 | 32° Palermo Ladies Open Palerme                 | WTA 250       | 235 238 $      | Terre (ext.) | Erin Routliffe Kimberley Zimmermann     | Natela Dzalamidze Kamilla Rakhimova         | 7-65, 4-6, [10-4] | Tableau |
| 40 | 19/07/2021 | BNP Paribas Poland Open Gdynia                  | WTA 250       | 235 238 $      | Terre (ext.) | Anna Danilina Lidziya Marozava          | Kateryna Bondarenko Katarzyna Piter         | 6-3, 6-2          | Tableau |
| 41 | 24/07/2021 | Summer Olympic Tennis Event Tokyo               | J. olympiques | NC             | Dur (ext.)   | Barbora Krejčíková · Kateřina Siniaková | Belinda Bencic · Viktorija Golubic          | 7-5, 6-1          | Tableau |
| 42 | 26/07/2021 | Belgrade Open Belgrade                          | WTA 125       | 115 000 $      | Terre (ext.) | Olga Govortsova Lidziya Marozava        | Alena Fomina Ekaterina Yashina              | 6-2, 6-2          | Tableau |
| 43 | 26/07/2021 | Charleston Open Charleston                      | WTA 125       | 115 000 $      | Terre (ext.) | Liang En-shuo Rebecca Marino            | Erin Routliffe Aldila Sutjiadi              | 5-7, 7-5, [10-7]  | Tableau |
| 44 | 02/08/2021 | Mubadala Silicon Valley Classic San José        | WTA 500       | 565 530 $      | Dur (ext.)   | Darija Jurak Andreja Klepač             | Gabriela Dabrowski Luisa Stefani            | 6-1, 7-5          | Tableau |
| 45 | 02/08/2021 | Winners Open Cluj-Napoca                        | WTA 250       | 235 238 $      | Terre (ext.) | Natela Dzalamidze Kaja Juvan            | Katarzyna Piter Mayar Sherif                | 6-3, 6-4          | Tableau |
| 46 | 02/08/2021 | Thoreau Tennis Open Concord                     | WTA 125       | 115 000 $      | Dur (ext.)   | Peangtarn Plipuech Jessy Rompies        | Usue Maitane Arconada Cristina Bucșa        | 3-6, 7-65, [10-8] | Tableau |
| 47 | 09/08/2021 | National Bank Open Montréal                     | WTA 1000      | 1 835 490 $    | Dur (ext.)   | Gabriela Dabrowski Luisa Stefani        | Darija Jurak Andreja Klepač                 | 6-3, 6-4          | Tableau |
| 48 | 16/08/2021 | Western & Southern Open Cincinnati              | WTA 1000      | 2 114 989 $    | Dur (ext.)   | Samantha Stosur Zhang Shuai             | Gabriela Dabrowski Luisa Stefani            | 7-5, 6-3          | Tableau |
| 49 | 16/08/2021 | Chicago Open Chicago                            | WTA 125       | 115 000 $      | Dur (ext.)   | Eri Hozumi Peangtarn Plipuech           | Mona Barthel Hsieh Yu-chieh                 | 7-5, 6-2          | Tableau |
| 50 | 22/08/2021 | Tennis in the Land Open Cleveland               | WTA 250       | 235 238 $      | Dur (ext.)   | Shuko Aoyama Ena Shibahara              | Christina McHale Sania Mirza                | 7-5, 6-3          | Tableau |
| 51 | 22/08/2021 | Chicago Open Chicago                            | WTA 250       | 235 238 $      | Dur (ext.)   | Nadiia Kichenok Raluca Olaru            | Lyudmyla Kichenok Makoto Ninomiya           | 7-66, 5-7, [10-8] | Tableau |
| 52 | 30/08/2021 | US Open Flushing Meadows                        | G. Chelem     | 57 500 000 $ $ | Dur (ext.)   | Samantha Stosur Zhang Shuai             | Cori Gauff Catherine McNally                | 6-3, 3-6, 6-3     | Tableau |
| 53 | 07/09/2021 | Karlsruhe Open Karlsruhe                        | WTA 125       | 115 000 $      | Terre (ext.) | Irina Maria Bara Ekaterine Gorgodze     | Katarzyna Piter Mayar Sherif                | 6-3, 2-6, [10-7]  | Tableau |
| 54 | 13/09/2021 | Luxembourg Open Luxembourg                      | WTA 250       | 235 238 $      | Dur (int.)   | Greet Minnen Alison Van Uytvanck        | Erin Routliffe Kimberley Zimmermann         | 6-3, 6-3          | Tableau |
| 55 | 13/09/2021 | Slovenia Open Portoroz                          | WTA 250       | 235 238 $      | Dur (ext.)   | Anna Kalinskaya Tereza Mihalíková       | Aleksandra Krunić Lesley Kerkhove           | 4-6, 6-2, [12-10] | Tableau |
| 56 | 20/09/2021 | Columbus Open Columbus                          | WTA 125       | 115 000 $      | Dur (int.)   | Wang Xinyu Zheng Saisai                 | Dalila Jakupović Nuria Párrizas Díaz        | 6-1, 6-1          | Tableau |
| 57 | 20/09/2021 | Ostrava Open Ostrava                            | WTA 500       | 565 530 $      | Dur (int.)   | Sania Mirza Zhang Shuai                 | Kaitlyn Christian Erin Routliffe            | 6-3, 6-2          | Tableau |
| 58 | 27/09/2021 | Chicago Fall Open Chicago                       | WTA 500       | 565 530 $      | Dur (ext.)   | Květa Peschke Andrea Petkovic           | Caroline Dolehide Coco Vandeweghe           | 6-3, 6-1          | Tableau |
| 59 | 27/09/2021 | Astana Open Noursoultan                         | WTA 250       | 235 238 $      | Dur (int.)   | Anna-Lena Friedsam Monica Niculescu     | Angelina Gabueva Anastasia Zakharova        | 6-2, 4-6, [10-5]  | Tableau |
| 60 | 06/10/2021 | BNP Paribas Open Indian Wells                   | WTA 1000      | 8 761 725 $    | Dur (ext.)   | Hsieh Su-wei Elise Mertens              | Veronika Kudermetova Elena Rybakina         | 7-61, 6-3         | Tableau |
| 61 | 18/10/2021 | Moscou Open Moscou                              | WTA 500       | 565 530 $      | Dur (int.)   | Jeļena Ostapenko Kateřina Siniaková     | Nadiia Kichenok Raluca Olaru                | 6-2, 4-6, [10-8]  | Tableau |
| 62 | 18/10/2021 | Tenerife Open Tenerife                          | WTA 250       | 235 238 $      | Dur (ext.)   | Ulrikke Eikeri Ellen Perez              | Lyudmyla Kichenok Marta Kostyuk             | 6-3, 6-3          | Tableau |
| 63 | 25/10/2021 | Courmayeur Open Courmayeur                      | WTA 250       | 235 238 $      | Dur (int.)   | Wang Xinyu Zheng Saisai                 | Eri Hozumi Zhang Shuai                      | 6-4, 3-6, [10-5]  | Tableau |
| 64 | 25/10/2021 | Transylvania Open Cluj-Napoca                   | WTA 250       | 235 238 $      | Dur (int.)   | Irina Bara Ekaterine Gorgodze           | Aleksandra Krunić Lesley Pattinama Kerkhove | 4-6, 6-1, [11-9]  | Tableau |
| 65 | 01/11/2021 | Argentina Open Buenos Aires                     | WTA 125       | 115 000 $      | Terre (ext.) | Irina Bara Ekaterine Gorgodze           | María Carlé Déspina Papamichaíl             | 5-7, 7-5, [10-4]  | Tableau |
| 66 | 01/11/2021 | Dow Tennis Classic Midland                      | WTA 125       | 115 000 $      | Dur (int.)   | Harriet Dart Asia Muhammad              | Peangtarn Plipuech Aldila Sutjiadi          | 6-3, 2-6, [10-7]  | Tableau |
| 67 | 07/11/2021 | Upper Austria Ladies Linz Linz                  | WTA 250       | 235 238 $      | Dur (int.)   | Natela Dzalamidze Kamilla Rakhimova     | Wang Xinyu Zheng Saisai                     | 6-4, 6-2          | Tableau |
| 68 | 10/11/2021 | Akron WTA Finals Guadalajara                    | Masters       | 5 000 000 $    | Dur (ext.)   | Barbora Krejčíková Kateřina Siniaková   | Hsieh Su-wei Elise Mertens                  | 6-3, 6-4          | Tableau |
| 69 | 15/11/2021 | Montevideo Open Montevideo                      | WTA 125       | 115 000 $      | Terre (ext.) | Irina Bara Ekaterine Gorgodze           | Carolina Alves Marina Bassols Ribera        | 6-4, 6-3          | Tableau |
| 70 | 06/12/2021 | Open Angers Arena Loire Angers                  | WTA 125       | 115 000 $      | Dur (int.)   | Tereza Mihalíková Greet Minnen          | Monica Niculescu Vera Zvonareva             | 4-6, 6-1, [10-8]  | Tableau |
| 71 | 13/12/2021 | Open BLS de Limoges Limoges                     | WTA 125       | 115 000 $      | Dur (int.)   | Monica Niculescu Vera Zvonareva         | Estelle Cascino Jessika Ponchet             | 6-4, 6-4          | Tableau |
| 72 | 20/12/2021 | Hana Bank Korea Open Séoul                      | WTA 125       | 115 000 $      | Dur (int.)   | Choi Ji-hee Han Na-lae                  | Valentíni Grammatikopoúlou Réka Luca Jani   | 6-4, 6-4          | Tableau |

### Double mixte
| No | Date       | Nom et lieu du tournoi            | Catégorie     | Dotation     | Surface      | Vainqueures                       | Finalistes                     | Score              |         |
| -- | ---------- | --------------------------------- | ------------- | ------------ | ------------ | --------------------------------- | ------------------------------ | ------------------ | ------- |
| 1  | 12/02/2021 | Australian Open Melbourne         | G. Chelem     | 617 000 A$ $ | Dur (ext.)   | Barbora Krejčíková Rajeev Ram     | Samantha Stosur Matthew Ebden  | 6-1, 6-4           | Tableau |
| 2  | 04/06/2021 | Roland-Garros Paris               | G. Chelem     | 395 000 € $  | Terre (ext.) | Desirae Krawczyk Joe Salisbury    | Elena Vesnina Aslan Karatsev   | 2-6, 6-4, [10-5]   | Tableau |
| 3  | 02/07/2021 | The Championships Wimbledon       | G. Chelem     | 368 000 £ $  | Gazon (ext.) | Desirae Krawczyk Neal Skupski     | Harriet Dart Joe Salisbury     | 6-2, 7-61          | Tableau |
| 4  | 28/07/2021 | Summer Olympic Tennis Event Tokyo | J. olympiques | NC           | Dur (ext.)   | A. Pavlyuchenkova · Andrey Rublev | Elena Vesnina · Aslan Karatsev | 6-3, 65-7, [13-11] | Tableau |
| 5  | 03/09/2021 | US Open Flushing Meadows          | G. Chelem     | 638 000 $ $  | Dur (ext.)   | Desirae Krawczyk Joe Salisbury    | Giuliana Olmos Marcelo Arévalo | 7-5, 6-2           | Tableau |

### Podiums aux Jeux olympiques de Tokyo
| Épreuve      | Or                                     | Argent                           | Bronze                      | 4e place                           |
| ------------ | -------------------------------------- | -------------------------------- | --------------------------- | ---------------------------------- |
| Simple dames | Belinda Bencic                         | Markéta Vondroušová              | Elina Svitolina             | Elena Rybakina                     |
| Double dames | Barbora Krejčíková Kateřina Siniaková  | Belinda Bencic Viktorija Golubic | Laura Pigossi Luisa Stefani | Elena Vesnina Veronika Kudermetova |
| Double mixte | Anastasia Pavlyuchenkova Andrey Rublev | Elena Vesnina Aslan Karatsev     | Ashleigh Barty John Peers   | Nina Stojanović Novak Djokovic     |

## Coupe Billie Jean King
La phase finale s'est déroulée du 1er novembre 2021 au 6 novembre 2021.
| Russie – Suisse : 2-0 6 novembre 2021 |                                       |                                   |               |
| 1                                     | Daria Kasatkina                       | Jil Teichmann                     | 6-2, 6-4      |
| 1                                     | Liudmila Samsonova                    | Belinda Bencic                    | 3-6, 6-3, 6-4 |
| 1                                     | Ekaterina Alexandrova Daria Kasatkina | Viktorija Golubic Stefanie Vögele | Non joué      |

## Informations statistiques

### En simple
NB: 72 tournois mais 71 lauréates en raison du titre non-attribué au Grampians Trophy de Melbourne

#### Joueuses titrées
| Joueuse                   | Nombre | Titres                                                | GC | MS | JO | 1000 | 500 | 250 | 125 |
| ------------------------- | ------ | ----------------------------------------------------- | -- | -- | -- | ---- | --- | --- | --- |
| Ashleigh Barty            | 5      | Melbourne II, Miami, Stuttgart, Wimbledon, Cincinnati | 1  |    |    | 2    | 2   |     |     |
| Anett Kontaveit           | 4      | Cleveland, Ostrava, Moscou, Cluj-Napoca II            |    |    |    |      | 2   | 2   |     |
| Barbora Krejčíková        | 3      | Strasbourg, Roland-Garros, Prague                     | 1  |    |    |      |     | 2   |     |
| Garbiñe Muguruza          | 3      | Dubaï, Chicago III, Masters                           |    | 1  |    | 1    | 1   |     |     |
| Clara Tauson              | 3      | Lyon, Chicago I, Luxembourg                           |    |    |    |      |     | 2   | 1   |
| Paula Badosa              | 2      | Belgrade, Indian Wells                                |    |    |    | 1    |     | 1   |     |
| Aryna Sabalenka           | 2      | Abou Dabi, Madrid                                     |    |    |    | 1    | 1   |     |     |
| Iga Świątek               | 2      | Adélaïde, Rome                                        |    |    |    | 1    | 1   |     |     |
| Danielle Collins          | 2      | Palerme, San José                                     |    |    |    |      | 1   | 1   |     |
| Daria Kasatkina           | 2      | Melbourne IV, Saint-Pétersbourg                       |    |    |    |      | 1   | 1   |     |
| Jasmine Paolini           | 2      | Bol, Portorož                                         |    |    |    |      |     | 1   | 1   |
| Alison Van Uytvanck       | 2      | Noursoultan, Limoges                                  |    |    |    |      |     | 1   | 1   |
| Nuria Párrizas Díaz       | 2      | Båstad, Columbus                                      |    |    |    |      |     |     | 2   |
| Naomi Osaka               | 1      | Open d'Australie                                      | 1  |    |    |      |     |     |     |
| Emma Raducanu             | 1      | US Open                                               | 1  |    |    |      |     |     |     |
| Belinda Bencic            | 1      | JO Tokyo                                              |    |    | 1  |      |     |     |     |
| Camila Giorgi             | 1      | Montréal                                              |    |    |    | 1    |     |     |     |
| Veronika Kudermetova      | 1      | Charleston I                                          |    |    |    |      | 1   |     |     |
| Petra Kvitová             | 1      | Doha                                                  |    |    |    |      | 1   |     |     |
| Elise Mertens             | 1      | Melbourne I                                           |    |    |    |      | 1   |     |     |
| Jeļena Ostapenko          | 1      | Eastbourne                                            |    |    |    |      | 1   |     |     |
| Liudmila Samsonova        | 1      | Berlin                                                |    |    |    |      | 1   |     |     |
| Sorana Cîrstea            | 1      | Istanbul                                              |    |    |    |      |     | 1   |     |
| Leylah Fernandez          | 1      | Monterrey                                             |    |    |    |      |     | 1   |     |
| Cori Gauff                | 1      | Parme                                                 |    |    |    |      |     | 1   |     |
| Ons Jabeur                | 1      | Birmingham                                            |    |    |    |      |     | 1   |     |
| Angelique Kerber          | 1      | Bad Homburg                                           |    |    |    |      |     | 1   |     |
| Johanna Konta             | 1      | Nottingham                                            |    |    |    |      |     | 1   |     |
| Ann Li                    | 1      | Tenerife                                              |    |    |    |      |     | 1   |     |
| Camila Osorio             | 1      | Bogota                                                |    |    |    |      |     | 1   |     |
| Andrea Petkovic           | 1      | Cluj-Napoca I                                         |    |    |    |      |     | 1   |     |
| Yulia Putintseva          | 1      | Budapest                                              |    |    |    |      |     | 1   |     |
| Alison Riske              | 1      | Linz                                                  |    |    |    |      |     | 1   |     |
| Elena-Gabriela Ruse       | 1      | Hambourg                                              |    |    |    |      |     | 1   |     |
| Astra Sharma              | 1      | Charleston II                                         |    |    |    |      |     | 1   |     |
| Sara Sorribes Tormo       | 1      | Zapopan                                               |    |    |    |      |     | 1   |     |
| Elina Svitolina           | 1      | Chicago II                                            |    |    |    |      |     | 1   |     |
| Donna Vekić               | 1      | Courmayeur                                            |    |    |    |      |     | 1   |     |
| Maryna Zanevska           | 1      | Gdynia                                                |    |    |    |      |     | 1   |     |
| Tamara Zidanšek           | 1      | Lausanne                                              |    |    |    |      |     | 1   |     |
| Anna Bondár               | 1      | Buenos Aires                                          |    |    |    |      |     |     | 1   |
| Madison Brengle           | 1      | Midland                                               |    |    |    |      |     |     | 1   |
| Vitalia Diatchenko        | 1      | Angers                                                |    |    |    |      |     |     | 1   |
| Magdalena Fręch           | 1      | Concord                                               |    |    |    |      |     |     | 1   |
| Viktorija Golubic         | 1      | Saint-Malo                                            |    |    |    |      |     |     | 1   |
| Varvara Lepchenko         | 1      | Charleston III                                        |    |    |    |      |     |     | 1   |
| Zhu Lin                   | 1      | Séoul                                                 |    |    |    |      |     |     | 1   |
| Diane Parry               | 1      | Montevideo                                            |    |    |    |      |     |     | 1   |
| Anna Karolína Schmiedlová | 1      | Belgrade II                                           |    |    |    |      |     |     | 1   |
| Mayar Sherif              | 1      | Karlsruhe                                             |    |    |    |      |     |     | 1   |
| Total                     | 71     |                                                       | 4  | 1  | 1  | 7    | 14  | 29  | 15  |

#### Premiers titres en carrière
| Joueuse                                          | Début de carrière | Premier titre |
| ------------------------------------------------ | ----------------- | ------------- |
| Paula Badosa                                     | 2015              | Belgrade      |
| Anna Bondár                                      | 2014              | Buenos Aires  |
| Leylah Fernandez                                 | 2019              | Monterrey     |
| Veronika Kudermetova*                            | 2012              | Charleston I  |
| Barbora Krejčíková*                              | 2011              | Strasbourg    |
| Ons Jabeur                                       | 2012              | Birmingham    |
| Ann Li                                           | 2017              | Tenerife      |
| Zhu Lin                                          | 2010              | Séoul         |
| Camila Osorio                                    | 2019              | Bogota        |
| Jasmine Paolini                                  | 2017              | Bol           |
| Nuria Párrizas Díaz                              | 2011              | Båstad        |
| Diane Parry                                      | 2019              | Montevideo    |
| Emma Raducanu                                    | 2019              | US Open       |
| Elena-Gabriela Ruse                              | 2015              | Hambourg      |
| Liudmila Samsonova                               | 2013              | Berlin        |
| Mayar Sherif                                     | 2019              | Karlsruhe     |
| Sara Sorribes Tormo*                             | 2012              | Zapopan       |
| Astra Sharma*                                    | 2017              | Charleston II |
| Clara Tauson                                     | 2019              | Lyon          |
| Maryna Zanevska                                  | 2009              | Gdynia        |
| * Joueuse ayant déjà remporté un titre en double |                   |               |

#### Titres par surface et par nation
| Pays        | Total | Nombre par surface | Nombre par surface | Nombre par surface | Titre(s)                                                                         |
| Pays        | Total | Dur                | Terre              | Gazon              | Titre(s)                                                                         |
| ----------- | ----- | ------------------ | ------------------ | ------------------ | -------------------------------------------------------------------------------- |
| Espagne     | 8     | 6                  | 2                  | 0                  | Dubaï, Zapopan, Belgrade I, Båstad, Columbus, Chicago III, Indian Wells, Masters |
| États-Unis  | 7     | 4                  | 3                  | 0                  | Parme, Palerme, Charleston III, San José, Tenerife, Midland, Linz                |
| Australie   | 6     | 3                  | 2                  | 1                  | Melbourne II, Miami, Charleston II, Stuttgart, Wimbledon, Cincinnati             |
| Russie      | 5     | 3                  | 1                  | 1                  | Melbourne IV, Saint-Pétersbourg, Charleston I, Berlin, Angers                    |
| Belgique    | 4     | 4                  | 0                  | 0                  | Melbourne I, Gdynia, Noursoultan, Limoges                                        |
| Estonie     | 4     | 4                  | 0                  | 0                  | Cleveland, Ostrava, Moscou, Cluj-Napoca II                                       |
| Tchéquie    | 4     | 2                  | 2                  | 0                  | Doha, Strasbourg, Roland-Garros, Prague                                          |
| Danemark    | 3     | 3                  | 0                  | 0                  | Lyon, Chicago I, Luxembourg                                                      |
| Italie      | 3     | 2                  | 1                  | 0                  | Bol, Montréal, Portorož                                                          |
| Pologne     | 3     | 2                  | 1                  | 0                  | Adélaïde, Rome, Concord                                                          |
| Allemagne   | 2     | 0                  | 1                  | 1                  | Bad Homburg, Cluj-Napoca I                                                       |
| Biélorussie | 2     | 1                  | 1                  | 0                  | Abou Dabi, Madrid                                                                |
| Royaume-Uni | 2     | 1                  | 0                  | 1                  | Nottingham, US Open                                                              |
| Roumanie    | 2     | 0                  | 2                  | 0                  | Istanbul, Hambourg                                                               |
| Suisse      | 2     | 1                  | 1                  | 0                  | Saint-Malo, JO Tokyo                                                             |
| Canada      | 1     | 1                  | 0                  | 0                  | Monterrey                                                                        |
| Chine       | 1     | 1                  | 0                  | 0                  | Séoul                                                                            |
| Colombie    | 1     | 0                  | 1                  | 0                  | Bogota                                                                           |
| Croatie     | 1     | 1                  | 0                  | 0                  | Courmayeur                                                                       |
| Égypte      | 1     | 1                  | 0                  | 0                  | Karlsruhe                                                                        |
| France      | 1     | 0                  | 1                  | 0                  | Montevideo                                                                       |
| Hongrie     | 1     | 0                  | 1                  | 0                  | Buenos Aires                                                                     |
| Japon       | 1     | 1                  | 0                  | 0                  | Open d'Australie                                                                 |
| Kazakhstan  | 1     | 0                  | 1                  | 0                  | Budapest                                                                         |
| Lettonie    | 1     | 0                  | 0                  | 1                  | Eastbourne                                                                       |
| Slovénie    | 1     | 0                  | 1                  | 0                  | Lausanne                                                                         |
| Slovaquie   | 1     | 0                  | 1                  | 0                  | Belgrade II                                                                      |
| Tunisie     | 1     | 0                  | 0                  | 1                  | Birmingham                                                                       |
| Ukraine     | 1     | 1                  | 0                  | 0                  | Chicago II                                                                       |
| Total       | 71    | 42                 | 23                 | 6                  |                                                                                  |

### En double

#### Joueuses titrées
| Joueuse              | Nombre | Titres                                                  | GC | MS | JO | 1000 | 500 | 250 | 125 |
| -------------------- | ------ | ------------------------------------------------------- | -- | -- | -- | ---- | --- | --- | --- |
| Kateřina Siniaková   | 6      | Melbourne I, Madrid, Roland-Garros, JO, Moscou, Masters | 1  | 1  | 1  | 1    | 2   |     |     |
| Barbora Krejčíková   | 5      | Melbourne I, Madrid, Roland-Garros, JO, Masters         | 1  | 1  | 1  | 1    | 1   |     |     |
| Shuko Aoyama         | 5      | Abou Dabi, Melbourne II, Miami, Eastbourne, Cleveland   |    |    |    | 1    | 3   | 1   |     |
| Ena Shibahara        | 5      | Abou Dabi, Melbourne II, Miami, Eastbourne, Cleveland   |    |    |    | 1    | 3   | 1   |     |
| Elise Mertens        | 4      | Open d'Australie, Istanbul, Wimbledon, Indian Wells     | 2  |    |    | 1    |     | 1   |     |
| Irina Bara           | 4      | Karlsruhe, Cluj II, Buenos Aires, Montevideo            |    |    |    |      |     | 1   | 3   |
| Ekaterine Gorgodze   | 4      | Karlsruhe, Cluj II, Buenos Aires, Montevideo            |    |    |    |      |     | 1   | 3   |
| Zhang Shuai          | 3      | Cincinnati, US Open, Ostrava                            | 1  |    |    | 1    | 1   |     |     |
| Alexa Guarachi       | 3      | Adélaïde, Dubaï, Strasbourg                             |    |    |    | 1    | 1   | 1   |     |
| Darija Jurak         | 3      | Dubaï, Bad Homburg, San José                            |    |    |    | 1    | 1   | 1   |     |
| Hsieh Su-wei         | 2      | Wimbledon, Indian Wells                                 | 1  |    |    | 1    |     |     |     |
| Samantha Stosur      | 2      | Cincinnati, US Open                                     | 1  |    |    | 1    |     |     |     |
| Aryna Sabalenka      | 2      | Open d'Australie, Berlin                                | 1  |    |    |      | 1   |     |     |
| Nicole Melichar      | 2      | Doha, Charleston I                                      |    |    |    |      | 2   |     |     |
| Demi Schuurs         | 2      | Doha, Charleston I                                      |    |    |    |      | 2   |     |     |
| Nadiia Kichenok      | 2      | Saint-Pétersbourg, Chicago II                           |    |    |    |      | 1   | 1   |     |
| Andreja Klepač       | 2      | Bad Homburg, San José                                   |    |    |    |      | 1   | 1   |     |
| Desirae Krawczyk     | 2      | Adélaïde, Strasbourg                                    |    |    |    |      | 1   | 1   |     |
| Raluca Olaru         | 2      | Saint-Pétersbourg, Chicago II                           |    |    |    |      | 1   | 1   |     |
| Marie Bouzková       | 2      | Birmingham, Prague                                      |    |    |    |      |     | 2   |     |
| Natela Dzalamidze    | 2      | Cluj I, Linz                                            |    |    |    |      |     | 2   |     |
| Lucie Hradecká       | 2      | Birmingham, Prague                                      |    |    |    |      |     | 2   |     |
| Ellen Perez          | 2      | Zapopan, Tenerife                                       |    |    |    |      |     | 2   |     |
| Catherine McNally    | 2      | Charleston II, Parme                                    |    |    |    |      |     | 2   |     |
| Kamilla Rakhimova    | 2      | Melbourne IV, Linz                                      |    |    |    |      |     | 2   |     |
| Lidziya Marozava     | 2      | Gdynia, Belgrade II                                     |    |    |    |      |     | 1   | 1   |
| Tereza Mihalíková    | 2      | Portoroz, Angers                                        |    |    |    |      |     | 1   | 1   |
| Greet Minnen         | 2      | Luxembourg, Angers                                      |    |    |    |      |     | 1   | 1   |
| Asia Muhammad        | 2      | Monterrey, Midland                                      |    |    |    |      |     | 1   | 1   |
| Monica Niculescu     | 2      | Noursoultan, Limoges                                    |    |    |    |      |     | 1   | 1   |
| Wang Xinyu           | 2      | Columbus, Courmayeur                                    |    |    |    |      |     | 1   | 1   |
| Zheng Saisai         | 2      | Columbus, Courmayeur                                    |    |    |    |      |     | 1   | 1   |
| Peangtarn Plipuech   | 2      | Concord, Chicago I                                      |    |    |    |      |     |     | 2   |
| Gabriela Dabrowski   | 1      | Montréal                                                |    |    |    | 1    |     |     |     |
| Sharon Fichman       | 1      | Rome                                                    |    |    |    | 1    |     |     |     |
| Giuliana Olmos       | 1      | Rome                                                    |    |    |    | 1    |     |     |     |
| Luisa Stefani        | 1      | Montréal                                                |    |    |    | 1    |     |     |     |
| Victoria Azarenka    | 1      | Berlin                                                  |    |    |    |      | 1   |     |     |
| Ashleigh Barty       | 1      | Stuttgart                                               |    |    |    |      | 1   |     |     |
| Jennifer Brady       | 1      | Stuttgart                                               |    |    |    |      | 1   |     |     |
| Sania Mirza          | 1      | Ostrava                                                 |    |    |    |      | 1   |     |     |
| Jeļena Ostapenko     | 1      | Moscou                                                  |    |    |    |      | 1   |     |     |
| Květa Peschke        | 1      | Chicago III                                             |    |    |    |      | 1   |     |     |
| Andrea Petkovic      | 1      | Chicago III                                             |    |    |    |      | 1   |     |     |
| Susan Bandecchi      | 1      | Lausanne                                                |    |    |    |      |     | 1   |     |
| Hailey Baptiste      | 1      | Charleston II                                           |    |    |    |      |     | 1   |     |
| Mihaela Buzărnescu   | 1      | Budapest                                                |    |    |    |      |     | 1   |     |
| Anna Danilina        | 1      | Gdynia                                                  |    |    |    |      |     | 1   |     |
| Caroline Dolehide    | 1      | Monterrey                                               |    |    |    |      |     | 1   |     |
| Ulrikke Eikeri       | 1      | Tenerife                                                |    |    |    |      |     | 1   |     |
| Anna-Lena Friedsam   | 1      | Noursoultan                                             |    |    |    |      |     | 1   |     |
| Cori Gauff           | 1      | Parme                                                   |    |    |    |      |     | 1   |     |
| Kaja Juvan           | 1      | Cluj                                                    |    |    |    |      |     | 1   |     |
| Anna Kalinskaya      | 1      | Portoroz                                                |    |    |    |      |     | 1   |     |
| Lyudmyla Kichenok    | 1      | Nottingham                                              |    |    |    |      |     | 1   |     |
| Aleksandra Krunić    | 1      | Belgrade                                                |    |    |    |      |     | 1   |     |
| Veronika Kudermetova | 1      | Istanbul                                                |    |    |    |      |     | 1   |     |
| Viktória Kužmová     | 1      | Lyon                                                    |    |    |    |      |     | 1   |     |
| Elixane Lechemia     | 1      | Bogota                                                  |    |    |    |      |     | 1   |     |
| Ingrid Neel          | 1      | Bogota                                                  |    |    |    |      |     | 1   |     |
| Makoto Ninomiya      | 1      | Nottingham                                              |    |    |    |      |     | 1   |     |
| Jasmine Paolini      | 1      | Hambourg                                                |    |    |    |      |     | 1   |     |
| Ankita Raina         | 1      | Melbourne IV                                            |    |    |    |      |     | 1   |     |
| Erin Routliffe       | 1      | Palerme                                                 |    |    |    |      |     | 1   |     |
| Arantxa Rus          | 1      | Lyon                                                    |    |    |    |      |     | 1   |     |
| Astra Sharma         | 1      | Zapopan                                                 |    |    |    |      |     | 1   |     |
| Nina Stojanović      | 1      | Belgrade                                                |    |    |    |      |     | 1   |     |
| Fanny Stollár        | 1      | Budapest                                                |    |    |    |      |     | 1   |     |
| Jil Teichmann        | 1      | Hambourg                                                |    |    |    |      |     | 1   |     |
| Alison Van Uytvanck  | 1      | Luxembourg                                              |    |    |    |      |     | 1   |     |
| Simona Waltert       | 1      | Lausanne                                                |    |    |    |      |     | 1   |     |
| Kimberley Zimmermann | 1      | Palerme                                                 |    |    |    |      |     | 1   |     |
| Mirjam Björklund     | 1      | Båstad                                                  |    |    |    |      |     |     | 1   |
| Aliona Bolsova       | 1      | Bol                                                     |    |    |    |      |     |     | 1   |
| Choi Ji-hee          | 1      | Séoul                                                   |    |    |    |      |     |     | 1   |
| Kaitlyn Christian    | 1      | Saint-Malo                                              |    |    |    |      |     |     | 1   |
| Harriet Dart         | 1      | Midland                                                 |    |    |    |      |     |     | 1   |
| Olga Govortsova      | 1      | Belgrade II                                             |    |    |    |      |     |     | 1   |
| Han Na-lae           | 1      | Séoul                                                   |    |    |    |      |     |     | 1   |
| Eri Hozumi           | 1      | Chicago I                                               |    |    |    |      |     |     | 1   |
| Katarzyna Kawa       | 1      | Bol                                                     |    |    |    |      |     |     | 1   |
| Leonie Küng          | 1      | Båstad                                                  |    |    |    |      |     |     | 1   |
| Liang En-shuo        | 1      | Charleston III                                          |    |    |    |      |     |     | 1   |
| Rebecca Marino       | 1      | Charleston III                                          |    |    |    |      |     |     | 1   |
| Jessy Rompies        | 1      | Concord                                                 |    |    |    |      |     |     | 1   |
| Sabrina Santamaria   | 1      | Saint-Malo                                              |    |    |    |      |     |     | 1   |
| Vera Zvonareva       | 1      | Limoges                                                 |    |    |    |      |     |     | 1   |
| Total                | 142    |                                                         | 8  | 2  | 2  | 14   | 28  | 58  | 30  |

#### Premiers titres en carrière
| Joueuse                                          | Début de carrière | Premier titre |
| ------------------------------------------------ | ----------------- | ------------- |
| Hailey Baptiste                                  | 2018              | Charleston II |
| Jennifer Brady*                                  | 2013              | Stuttgart     |
| Caroline Dolehide                                | 2017              | Monterrey     |
| Elixane Lechemia                                 | 2008              | Bogota        |
| Ingrid Neel                                      | 2014              | Bogota        |
| Kamilla Rakhimova                                | 2019              | Melbourne IV  |
| Kaitlyn Christian                                | 2016              | Saint-Malo    |
| Sabrina Santamaria                               | 2015              | Saint-Malo    |
| Aliona Bolsova                                   | 2012              | Bol           |
| Katarzyna Kawa                                   | 2007              | Bol           |
| Marie Bouzková                                   | 2013              | Birmingham    |
| * Joueuse ayant déjà remporté un titre en simple |                   |               |

#### Titres par nation
| Pays             | Nombre | Titre(s) |
| ---------------- | ------ | --- |
| États-Unis       | 11     | Adélaïde, Doha, Monterrey, Bogota, Charleston I, Charleston II, Stuttgart, Saint-Malo, Parme, Strasbourg, Midland |
| Tchéquie         | 9      | Melbourne I, Madrid, Roland Garros, Birmingham, Prague, JO, Chicago III, Moscou, Masters                          |
| Roumanie         | 9      | Saint-Pétersbourg, Budapest, Chicago II, Karlsruhe, Nousoultan, Cluj II, Buenos Aires, Montevideo, Limoges        |
| Japon            | 7      | Abou Dabi, Melbourne II, Miami, Nottingham, Eastbourne, Chicago I, Cleveland                                      |
| Belgique         | 6      | Open d'Australie, Istanbul, Wimbledon, Palerme, Luxembourg, Indian Wells                                          |
| Russie           | 6      | Melbourne IV, Istanbul, Cluj, Portoroz, Linz, Limoges                                                             |
| Australie        | 5      | Zapopan, Stuttgart, Cincinnati, US Open, Tenerife                                                                 |
| Chine            | 5      | Cincinnati, US Open, Columbus, Ostrava, Courmayeur                                                                |
| Géorgie          | 4      | Karlsruhe ,Cluj II, Buenos Aires, Montevideo                                                                      |
| Biélorussie      | 3      | Open d'Australie, Berlin, Belgrade II                                                                             |
| Canada           | 3      | Rome, Charleston III, Montréal                                                                                    |
| Chili            | 3      | Adélaïde, Dubaï, Strasbourg                                                                                       |
| Croatie          | 3      | Dubaï, Bad Homburg, San José                                                                                      |
| Pays-Bas         | 3      | Doha, Lyon, Charleston I                                                                                          |
| Slovaquie        | 3      | Lyon, Portoroz, Angers                                                                                            |
| Slovénie         | 3      | Bad Homburg, San José, Cluj                                                                                       |
| Suisse           | 3      | Båstad, Hambourg, Lausanne                                                                                        |
| Taïwan           | 3      | Wimbledon, Charleston III, Indian Wells                                                                           |
| Ukraine          | 3      | Saint-Pétersbourg, Nottingham, Chicago III                                                                        |
| Allemagne        | 2      | Chicago III, Noursoultan                                                                                          |
| Inde             | 2      | Melbourne IV, Ostrava                                                                                             |
| Thaïlande        | 2      | Concord, Chicago I                                                                                                |
| Brésil           | 1      | Montréal |
| Corée du Sud     | 1      | Séoul |
| Espagne          | 1      | Bol |
| France           | 1      | Bogota |
| Italie           | 1      | Hambourg |
| Indonésie        | 1      | Concord |
| Hongrie          | 1      | Budapest |
| Kazakhstan       | 1      | Gdynia |
| Lettonie         | 1      | Moscou |
| Mexique          | 1      | Rome |
| Norvège          | 1      | Tenerife |
| Nouvelle-Zélande | 1      | Palerme |
| Pologne          | 1      | Bol |
| Serbie           | 1      | Belgrade I |
| Suède            | 1      | Båstad |
| Royaume-Uni      | 1      | Midland |

Note : Un titre remporté par une paire du même pays ne compte que pour un titre.

### Retraits du circuit
- Nicole Gibbs
- Gréta Arn
- Vania King
- Barbora Strýcová
- Timea Bacsinszky
- Kiki Bertens
- Carla Suárez Navarro
- Yaroslava Shvedova
- Abigail Spears
- Alla Kudryavtseva
- Johanna Konta